# Urutau-ferrugem
O urutau-ferrugem ou nictíbio-ruivo (Phyllaemulor bracteatus) é uma espécie de ave da família Nyctibiidae.
Pode ser encontrada nos seguintes países: Bolívia, Brasil, Colômbia, Equador, Guiana Francesa, Guiana e Peru.
Os seus habitats naturais são: florestas subtropicais ou tropicais húmidas de baixa altitude.

## Taxônomia
Uma publicação de 2009 sugeriu que o urutau-ferrugem diferia o suficiente em estrutura craniana e divergência genética de outros urutaus (do gênero Nyctibius) e deveria estar em seu próprio gênero, Phyllaemulor. Este gênero foi oficialmente descrito por Costa et al. em 2018.
O urutau-ferrugem é monotípico.